# Fuller's Brewery
Fuller's Brewery (volledige naam: Fuller Smith & Turner plc, Griffin Brewery) is een brouwerij en pubketen gevestigd in Chiswick in West-Londen, aan de oever van de Theems. De afdeling Fuller's Inns bezit ongeveer 300 pubs en hotels.

## Geschiedenis
Op de locatie van de brouwerij werd reeds eind 17e eeuw bier gebrouwen. De naam Griffin Brewery duikt voor het eerst op in 1816. In 1845 nam het trio John Bird Fuller (zoon van de vorige bedrijfsleider John Fuller), Henry Smith en John Turner de brouwerij over.
In 1929 werd de firma Fuller, Smith & Turner een public limited company (plc). In 2005 nam ze de Gales Brewery (George Gale & Co.) uit Hampshire over. In 2013 nam Fuller's Cornish Orchards over, waarmee ze de markt van de ciders betrad.
In januari 2019 werd de brouwerij eigendom van de Japanse brouwerijgroep Asahi Group Holdings.

## Bieren
Fuller's heeft een uitgebreid assortiment bieren en ciders.
Enkele bekende bieren van de brouwerij zijn:
- Chiswick Bitter (bitter gelanceerd in de 1930s; 3,5% alcoholpercentage)
- London Pride (ale, 4,1%)
- ESB Champion Ale (Extra Special Bitter, sinds 1971; 5,5%)
- HSB Premium Bitter (Horndean Special Bitter, 4,8%; uitgebracht in 1959, oorspronkelijk gebrouwen door de Gales Brewery)
- London Porter (donker porter bier; 5,4 %)
- Organic Honey Dew (blond ale, 5 %)

Deze bieren zijn meermaals bekroond met prijzen zoals de World Beer Cup en de World Beer Championship.